# Sint-Cyriacusorkaan

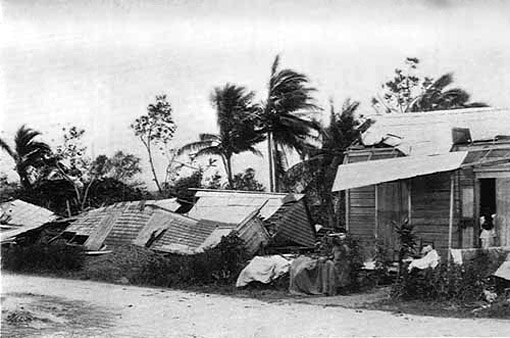
Puerto Rico na de Sint-Cyriacusorkaan

De Sint-Cyriacusorkaan (Spaans: Huracán de San Ciriaco), was een orkaan van de vierde categorie in het Atlantisch orkaanseizoen 1899. De Sint-Cyriacusorkaan had de langste levensduur, die bij een tropische cycloon is waargenomen. Deze orkaan was van het Kaapverdische type en behield 28 dagen, van 3 augustus tot 22 augustus en van 26 augustus tot 4 september, de status van tropische storm of orkaan. De orkaan is vernoemd naar Sint-Cyriacus, een der Noodhelpers, omdat de orkaan op de naamdag van de heilige, 8 augustus landde op Puerto Rico. Door de lange levensduur vertoonde de Sint-Cyriacusorkaan de hoogste activiteit, die ooit is waargenomen bij een tropische cycloon.

## Geschiedenis van de cycloon

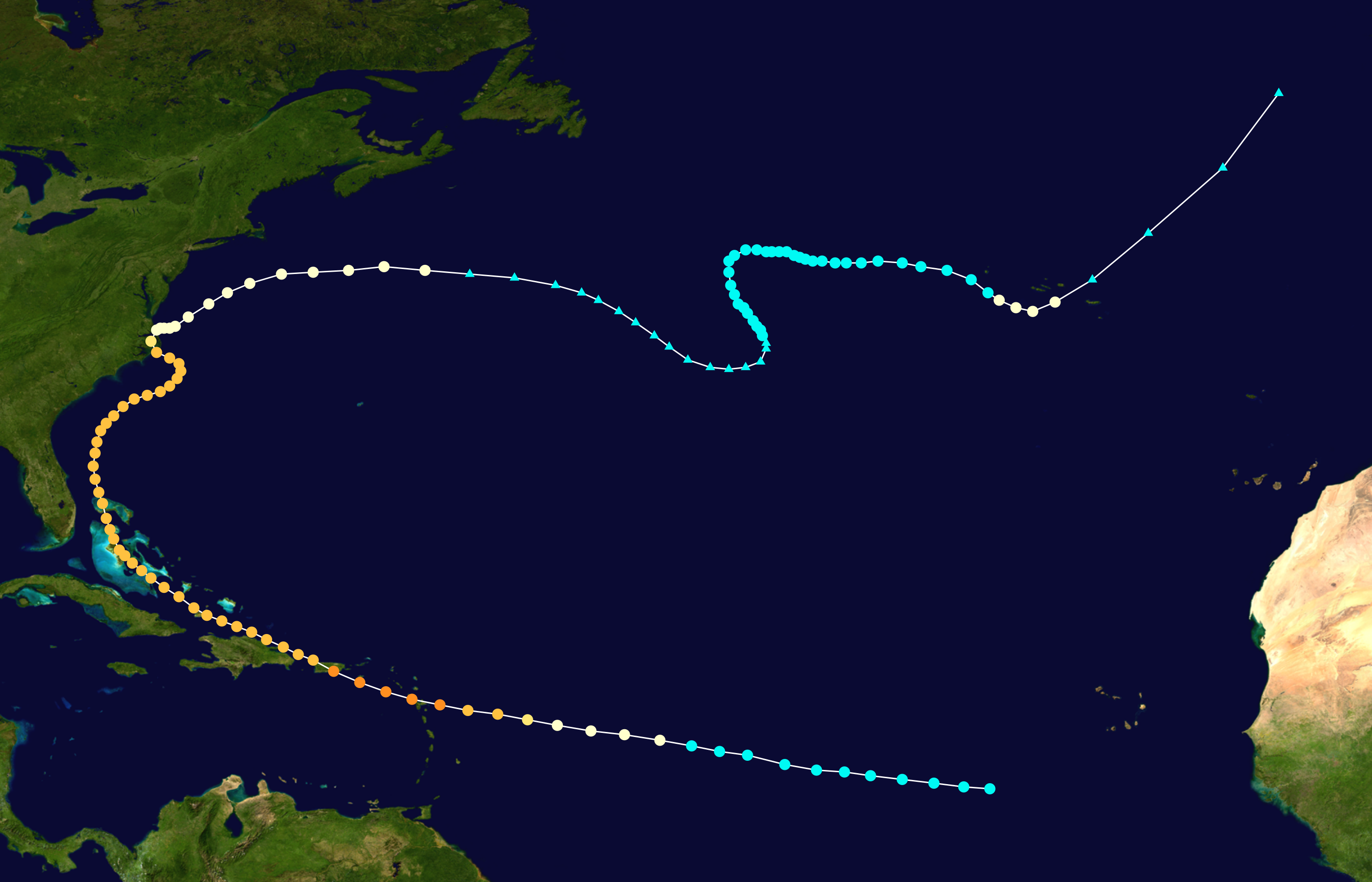
De weg, die de Sint-Cyriacus-orkaan aflegde. Groen: tropische storm, wit: orkaan, eerste categorie, lichtgeel: tweede categorie, donkergeel: derde categorie, oranje: vierde categorie, grijs: extra-tropische storm

Op 3 augustus ontstond de derde tropische storm van het seizoen ten zuidwesten van de archipel Kaapverdië waarschijnlijk uit een tropische onweersstoring, die van de Afrikaanse kust westwaarts trok. De storm trok verder westwaarts en bereikte op 5 augustus orkaankracht. Toen de storm de noordelijkste van de Benedenwindse Eilanden naderde bereikte hij de derde categorie. Op 7 augustus teisterde de orkaan Dominica, Saint Kitts en Guadeloupe. De orkaan wies aan tot windsnelheden van meer dan 240 km/uur, een zware vierde categorie-orkaan. In deze hoedanigheid landde de orkaan op 8 augustus met een minimale druk van 930 mbar, de naamdag van Sint-Cyriacus aan de zuidoostzijde van Puerto Rico.
De orkaan trok midden over het eiland, van de zuidoostkant naar de noordwestkant met windsnelheden tussen de 185 en 240 km/uur. Daarna schampte hij het noorden van de Dominicaanse Republiek als orkaan van de derde categorie, maar de orkaan passeerde ver genoeg uit de kust om geen noemenswaarde schade aan te richten. De orkaan trok verder door de Bahama's, ook als orkaan van de derde categorie, en landde op 17 augustus op Outer Banks, North Carolina. Daarna trok de storm langzaam verder over North Carolina. Op 19 augustus trok de orkaan naar het oosten, de Atlantische Oceaan op. De cycloon was inmiddels gedegradeerd tot een orkaan van de eerste categorie en verloor op 22 augustus zijn tropische kenmerken waarna hij verder trok naar het oosten en zuidoosten. Op 26 augustus werd de cycloon weer een tropische storm, die langzaam naar het noordnoordwesten trok en later bijdraaide naar het oosten. De cycloon werd op 3 september opnieuw een orkaan en teisterde die dag de Azoren. Op 4 september verloor de Sint-Cyriacusorkaan zijn tropische kenmerken, ditmaal voorgoed, en loste diezelfde dag nog op.

## Slachtoffers en schade
De Sint-Cyriacusorkaan eiste tussen de 3100 en 3400 mensenlevens en veroorzaakte voor miljoenen dollars schade aan de landbouw op Puerto Rico. Ook in North Carolina richtte de orkaan grote schade aan, onder andere aan de tabaksteelt en de maïsteelt, doordat de orkaan langzaam door het gebied trok en daardoor het gebied lange tijd aan regen en wind blootstelde. Puerto Rico werd op 22 augustus door een nieuwe orkaan getroffen, die het eiland andermaal blank zette.